# Pan African SC
Pan African ist ein Fußballclub aus Tansania mit Sitz in Daressalam. Sie spielten bis 2008 auf dem höchsten Niveau des Fußballs in Tansania, der Premier League.

## Geschichte
Der FC Pan African wurde 1975 in Daressalam, Tansania, gegründet. Das Team, das in der Hauptstadt Daressalam ansässig ist, hat die tansanische Fußballliga zweimal und den tansanischen Pokal dreimal gewonnen. Sie nahmen an vier CAF-Turnieren teil und schafften es jedes Mal, die erste Runde zu überstehen.

### Errungenschaften
Die wichtigsten Erfolge des FC Pan African sind mit ihrer Dominanz im tansanischen Fußball in den 1970er und 1980er Jahren verbunden. Der Club gewann die tansanische Premier League mehrfach. Der Club nahm auch an kontinentalen Wettbewerben teil und vertrat Tansania in Turnieren wie der CAF Champions League und dem CAF-Pokal in der Vergangenheit.

## Erfolge
- Tansanische Meisterschaft (1)
  - Meister: 1982

- Tansanischer Pokal (3)
  - Sieger: 1978, 1979, 1981